# Феррандо, Хуан
Хуан Феррандо Феноль (кат. Juan Ferrando Fenoll; род. 2 января 1981, Барселона, Каталония) — испанский футбольный тренер.

## Биография

### Образование
Хуан Феррандо имеет учёную степень в области «Физические возможности и спорт», которую получил в Университете Барселоны, и специализируется на «Спортивных показателях». Имеет 2 национальных тренерских сертификата, которые выдала каталонская федерация футбола. Хуан изучал многочисленные исследовательские проекты, такие как «Методика обучения через механические колебания», «Торможение и растормаживание вратаря в гандболе», «Факторы в психологической области человеческой деятельности. Изменчивость и торможения». В 2011 году Хуан получил докторскую степень департаментом медицины Университета Сарагосы, где он представил свою докторскую диссертацию на тему «Влияние тренировки тела вибрацией на способность прыгать у профессиональных футболистов», которая и принесла ему докторскую степень в области спортивных наук. Хуан Феррандо получил такие награды, как «Премия за исследование способностей» от британской лаборатории Мура (2011) и «Признание института за расследования и исследования» от университета Барселоны (2012).

### Тренерская карьера
Хуан может тренировать спортсменов из любого вида спорта, но из-за страсти к футболу он выбрал именно этот вид спорта. Он работал в качестве менеджера кампуса и методологическим координатором (фитнес, тактический и технический футбол) в клубе «Эспаньол». Прошёл практику в «Барселоне B» и тренировал юношей в таких командах, как «Рико Премиа», «Террасса» и «Оспиталет». За свою профессиональную карьеру он поработал аналитиком, в тренерском штабе и тренером в Испании, Италии, Великобритании, Канаде и в таких клубах, как лондонский «Арсенал» и «Брайтон энд Хоув Альбион». Тренировал таких футболистов, как Сеск Фабрегас, Робин Ван Перси, Илие Санчес, Серхи Гомес, Анхель Рэнжер, Висенте Родригес и других.
В сезоне 2012/13 Феррандо тренировал молодёжную команду «Малаги».
В середине июня 2013 года он присоединился к молдавскому «Шерифу», после чего сразу же с командой выиграл Суперкубок Молдавии. Хуан был назначен помощником главного тренера, которым на тот момент являлся Виталий Рашкевич. Вскоре, после неубедительных результатов, Рашкевич был уволен, а Хуану Феррандо было предложено возглавить команду. Однако официально этого не произошло, так как Федерация футбола Молдавии ещё не дала разрешение на работу для Хуана. Таким образом, исполняющим обязанности главного тренера являлся Вячеслав Руснак, однако фактически команду возглавлял и руководил ею во время матчей Хуан Феррандо. В декабре 2013 года Хуан покинул команду.
В июне 2014 года Феррандо возглавил греческий клуб «Эрготелис». В сентябре этого же года покинул команду. Впоследствии стоял у руля таких команд как «Культураль Леонеса» (2015—2016), «Линарес» (2017) и «Волос» (2017—2020).
В мае 2020 года стало известно, что Хуан Феррандо возглавил клуб высшей лиги Индии «Гоа». С 2021 по 2024 год — главный тренер «АТК Мохун Баган» (Индия).
В июле 2024 года стал главным тренером кипрского АЕКа.

## Достижения
- Обладатель Суперкубка Молдавии: 2013
- Победитель Суперлиги Индии: 2023